# Ричард Комми — Теофимо Лопес
Ричард Комми — Теофимо Лопес (англ. Richard Commey v Teofimo Lopez) — двенадцатираундовый боксёрский поединок в лёгкой весовой категории за титул чемпиона мира по версии IBF, который принадлежал Комми. Бой состоялся 14 декабря 2019 года в Нью-Йорке в помещении спортивного комплекса Madison Square Garden.

## Андеркарт
Комментарий: Андеркарт — предварительные боксёрские бои перед основным поединком вечера.
В таблице перечислены результаты всех поединков боксёров.
В каждой строке указан результат поединка. Дополнительно номер поединка обозначен цветом, который обозначает итог поединка. Расшифровка обозначений и цветов представлена в нижеследующей таблице.
| Пример | Расшифровка                     |
| ------ | ------------------------------- |
|        | Победа                          |
|        | Ничья                           |
|        | Поражение                       |
|        | Планируемый поединок            |
|        | Поединок признан несостоявшимся |
| КО     | Нокаут                          |
| ТКО    | Технический нокаут              |
| PTS    | Решение судей (по очкам)        |
| UD     | Единогласное решение судей      |
| MD     | Решение большинства судей       |
| SD     | Раздельное решение судей        |
| RTD    | Отказ от продолжения боя        |
| DQ     | Дисквалификация                 |
| NC     | Поединок признан несостоявшимся |

| Боксёр                     | Итог боя  | Боксёр                       | Примечания                                                                           |
| -------------------------- | --------- | ---------------------------- | ------------------------------------------------------------------------------------ |
| Ричард Комми (29-2)        | TKO2 (12) | Теофимо Лопес (14-0)         | Поединок за титул чемпиона мира по версии IBF в лёгком весе.                         |
| Теренс Кроуфорд (35-0)     | TKO9 (12) | Эгидиюс Каваляускас (21-0-1) | Поединок за титул чемпиона мира по версии WBO в полусреденем весе.                   |
| Джордж Камбосос мл. (17-0) | SD10 (10) | Микки Бей (23-2-1)           | Рейтинговый поединок в лёгком весе.                                                  |
| Хосе Варгас (15-1)         | UD10 (10) | Ноэль Мерфи (14-1-1)         | Поединок за титул чемпиона Северной Америки по версии IBF в первом полусреднем весе. |
| Майкл Конлан (12-0)        | UD10 (10) | Владимир Никитин (3-0)       | Поединок за титул интерконтинентального чемпиона по версии WBO в полусреднем весе.   |
| Эдгар Берланга (12-0)      | TKO1 (8)  | Сезар Нуньес (16-1-1)        | Рейтинговый поединок во втором среденем вече.                                        |
| Джулиан Родригес (18-0)    | UD8 (8)   | Мануэль Мендес (16-6-3)      | Рейтинговый поединок в первом полусреднем весе.                                      |